# Al-Ukàydir ibn Abd-al-Màlik al-Kindí as-Sakuní
Al-Ukàydir ibn Abd-al-Màlik al-Kindí as-Sakuní fou un rei cristià de l'oasi de Dúmat al-Jàndal contemporani de Mahoma. Mahoma va atacar Dúmat al-Jàndal, que era una etapa important per les caravanes, el 626, a causa de les queixes dels comerciants per la tirania d'Ukaydir. Aquest s'esmenta posteriorment i va rebre cartes dels munafikun (els hipòcrites, adversaris de Mahoma a Medina) per una acció conjunta contra el Profeta. Segons unes fonts fou mort per Khàlid ibn al-Walid, abans de la mort de Mahoma, vers 630 o 631; altres diuen que fou fet presoner i portat davant Mahoma, i altres que es va presentar a Mahoma voluntàriament. Els que diuen que no va morir, asseguren que a la mort de Mahoma va abandonar l'oasi i se'n va anar a al-Hira. Els descendents del rei van seguir vivint al lloc durant unes quantes generacions; un germà, Hurayth, es va convertir a l'islam i el califa Yazid I es va casar amb una filla de Hurayth; un altre germà, Bixr, s'havia casat abans de Mahoma amb una filla d'Abu-Sufyan.